# Sander Sandstein

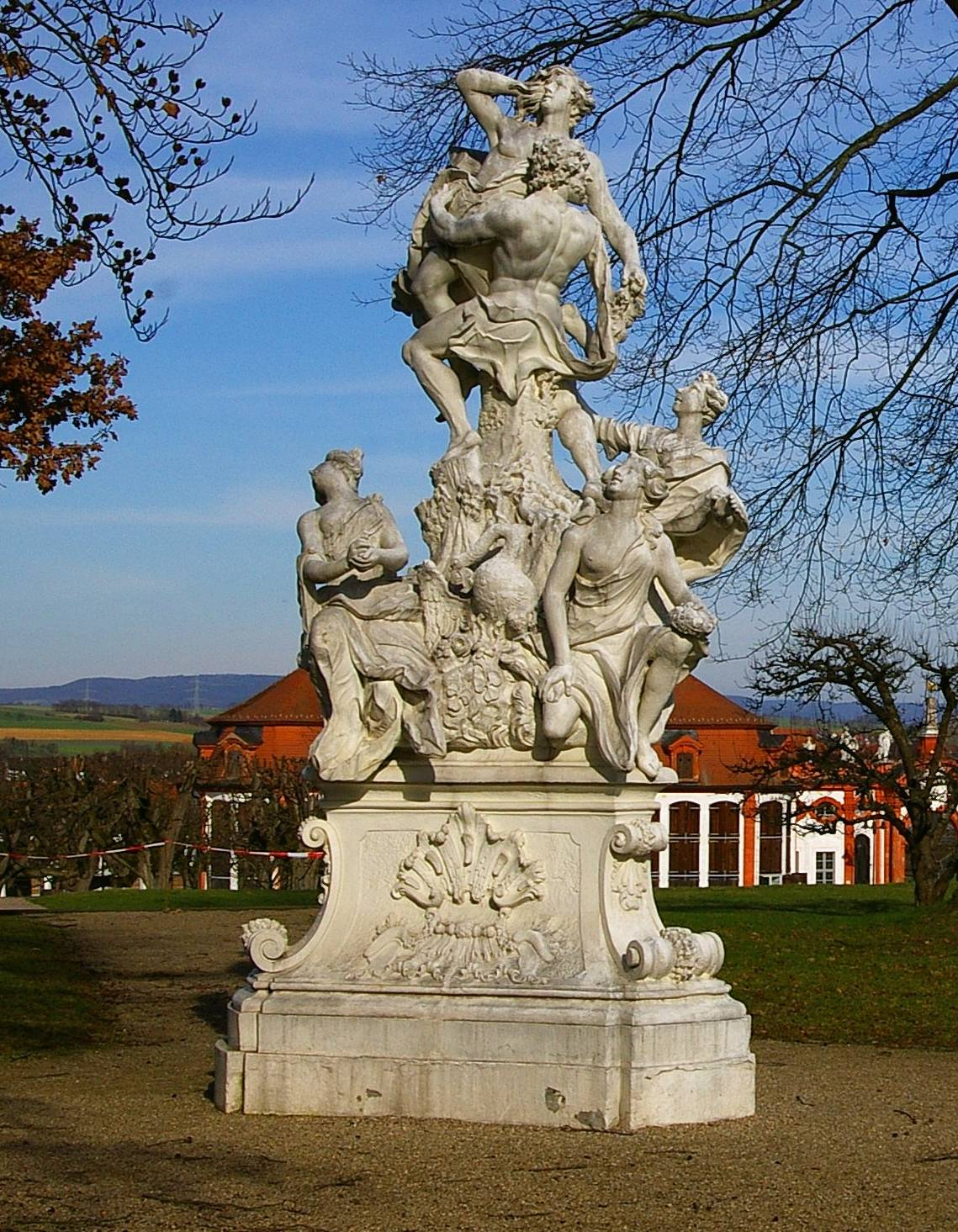
Ungereinigte Skulptur von Ferdinand Tietz im Schloss Seehof aus Sander Sandstein

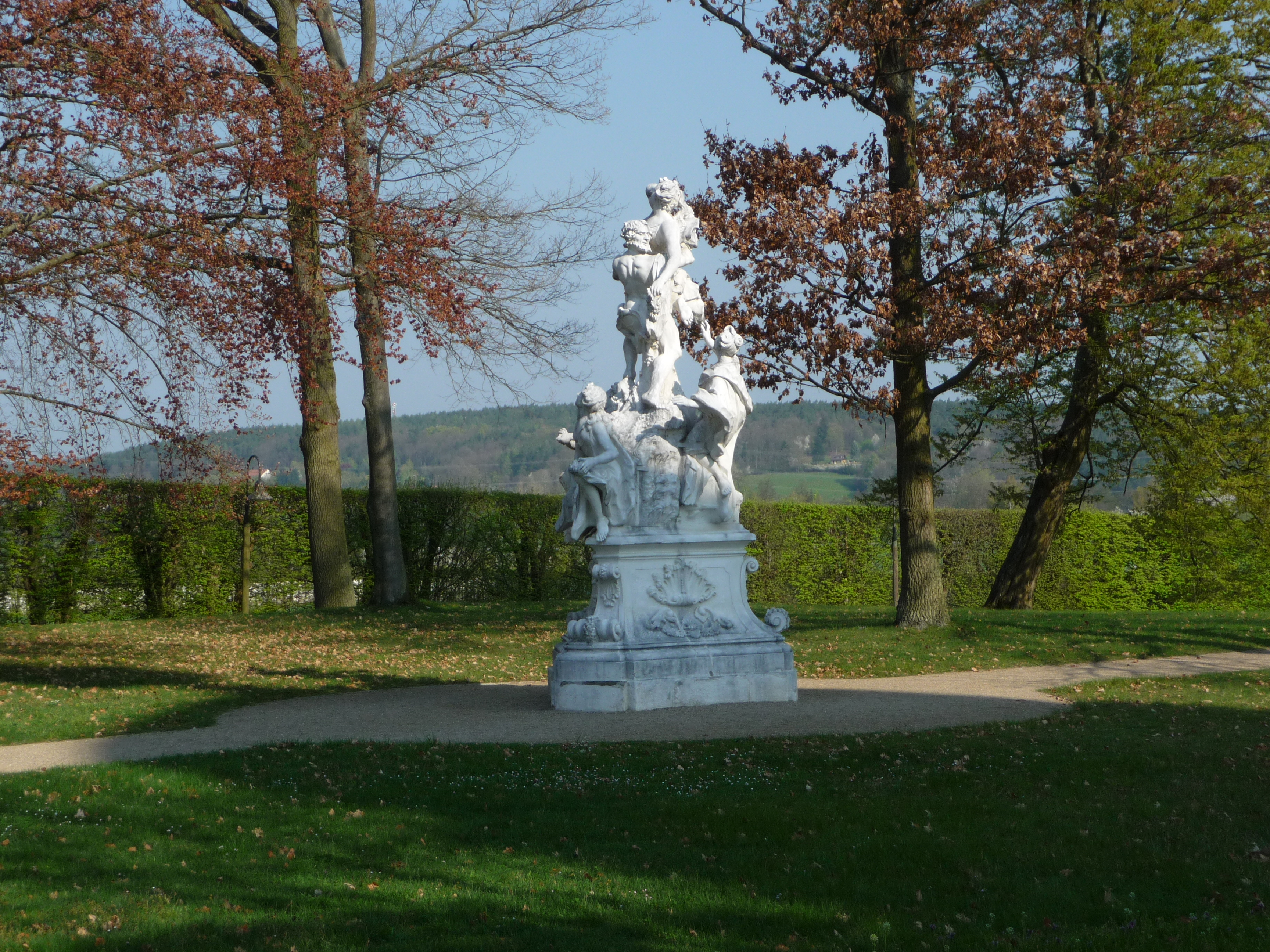
Skulptur nach Reinigung

Sander Sandstein, der auch Sander Schilfsandstein oder Grüner Mainsandstein genannt wird, kommt in Sand am Main bei Haßberge, acht Kilometer südwestlich von Haßfurt in Unterfranken vor. Dieser Sandstein gehört zur Stuttgart-Formation (früher auch Schilfsandstein oder Schilfsandstein-Schichten) des Mittleren Keupers. Die Stuttgart-Formation wird in die internationale Karnium-Stufe datiert.

## Gesteinsbeschreibung und Mineralbestand
Der Gesamteindruck dieses Sandsteins ist grünlich. Es handelt sich um einen bräunlich bis oliv gefärbten, fein- bis mittelkörnigen Sandstein, der tonig-chloritisch und teilweise quarzitisch gebunden ist. Er besteht aus 54 Prozent Quarz und 32 Prozent Gesteinsbruchstücken, 7 Prozent Plagioklas und 3 Prozent Alkalifeldspat sowie einem Anteil der Akzessorien von 2 Prozent (Turmalin, Rutil, Apatit und opakes (undurchsichtiges) Erz). Die häufigste Korngröße liegt bei 0,15 Millimeter. Er zeigt eine Parallel- und Schrägschichtung und hat keine ausgeprägte Lagerung. Es handelt sich um einen feldspatführenden Sandstein, der mit einer hohen Porosität mäßig verwitterungsbeständig ist. Dies zeigt sich in Absandungen, Schuppen- und Rissbildungen. Es gibt Sandsteinlagen im Steinbruch, die gut verwitterungsbeständig sind. Eine Ausbleichung kann bei intensiver Sonneneinstrahlung stattfinden.

## Verwendung
Verwendet wurde er für Massivbauten, Boden- und Wandbelag, Grabmale und vor allem für die Steinbildhauerei. Aufgrund der Lage der Steinbrüche wurde Sander Sandstein mainabwärts bis nach den Niederlanden verschifft. Sander Sandstein wurde von den Steinbildhauern aufgrund der leichten Verarbeitung und der guten Formbarkeit für Originalskulpturen der Würzburger Residenz verwendet. Des Weiteren wurde er verbaut am Ursulinenkloster in Würzburg, Schloss Castel in Gent in Belgien, Schloss in Wiesentheid und Schloss Seehof bei Bamberg in Memmelsdorf.